# Gånglåt
En gånglåt är en typ av melodi inom spelmansmusiken som är avsedd att gå till. En gånglåt är i allmänhet ledigare än en marsch.[källa behövs] En av de mest kända svenska gånglåtarna är Gärdeby gånglåt (Gärdebylåten) av Hjort Anders Olsson, som blev riksbekant när Rättviks spelmanslag spelade in den på skiva och blev spelad i radio.

## Historik
Gånglåt är en traditionell låt inom svensk folkmusik. Gånglåtar har spelats långt tillbaka i Sveriges historia. Låtarna användes bland annat som brudmarsch, beväringsmarsch eller bufärdsmarsch. I och med spelmansrörelsen under 1900-talet fick gånglåtarna en utökad användning och användes som allspelslåtar vid spelmansstämmor.

## Gånglåtar
Några av de gånglåtar som spridits mest i Sverige är Gärdebylåten, Gånglåt från Äppelbo och Delsbo brudmarsch.